# Le Rêve de Noël
Le Rêve de Noël er en fransk stumfilm fra 1900 af Georges Méliès.